# Tiny Thief
Tiny Thief est un jeu vidéo d'aventure en pointer-et-cliquer développé par 5Ants et édité par Rovio Stars, sorti en 2013 sur Windows, Mac, Wii U, iOS et Android.

## Accueil
- Gamezebo : 5/5[1]
- Jeuxvideo.com : 16/20[2]
- Pocket Gamer : 7/10[3]
- TouchArcade : 5/5[4]